# Barreira (kommun)
Barreira är en kommun i Brasilien.   Den ligger i delstaten Ceará, i den östra delen av landet, 1 600 km nordost om huvudstaden Brasília. Antalet invånare är 19 574.
Omgivningarna runt Barreira är huvudsakligen savann. Runt Barreira är det ganska glesbefolkat, med 40 invånare per kvadratkilometer.